# سفين اولسن
سفين اولسن (بالنرويجية البوكمول: Sven Olsen)‏ هو سياسي نرويجي، ولد في 14 يونيو 1922، وتوفي في 24 يوليو 2001. حزبياً، نشط في حزب العمال. وقد انتخب نائب عضو برلمان النرويج ‏ وانتخب وزير دولة ‏.